# Teaterladan
Résidence
Teaterladan (Grange de théâtre), officiellement Hedemora Gamla Theater, est un bâtiment de théâtre, situé à Hedemora, dans le comté de Dalécarlie en Suède. Il a été  construit dans les années 1820 et comporte trois étages, dont deux étages sont utilisés comme entrepôt et l’étage du haut comme salle de théâtre. Teaterladan est l'un des rares théâtres de ce type encore existants. En 1964 il a été déclaré « site suédois dont l'importance culturelle justifie un niveau de protection maximal » (byggnadsminne).

## Histoire et utilisation
Teaterladan est érigé entre 1826 et 1829. Le bâtiment est réparti sur trois étages, avec le théâtre en haut et l'espace pour des entrepôts dans les deux étages en bas. La première représentation a été une pièce de théâtre présentée par A. P. Bergmans Sällskap le 1er février 1829, lors du marché régional d'Hedemora.
Entre 1829 et 1888, on y joue régulièrement des pièces de théâtre. L'Armée du salut loue la maison de 1888 à 1910. Puis le bâtiment s'est dégradeé pendant des dizaines d'années. Il fait l'objet d'un projet de restauration, destiné à voir le jour pour le 500e anniversaire – le 20 juin 1946 – de la ville d'Hedemora.
Teaterladan est, avec le Vieux théâtre de Vadstena et le Vieux théâtre d'Eskilstuna, un de très rares théâtres de ce type (aussi construit comme grange agricole) qui existent envore. Le 9 octobre 1964, Teaterladan a été déclaré byggnadsminne (site culturel de Suède d'importance spécifique),.
Du printemps à l'automne, y sont présentées des pièces de théâtre et des représentations musicales. Il abrite un petit musée avec des expositions permanentes sur, entre autres, l'acteur August Lindberg (sv) (1846–1916).

## Images

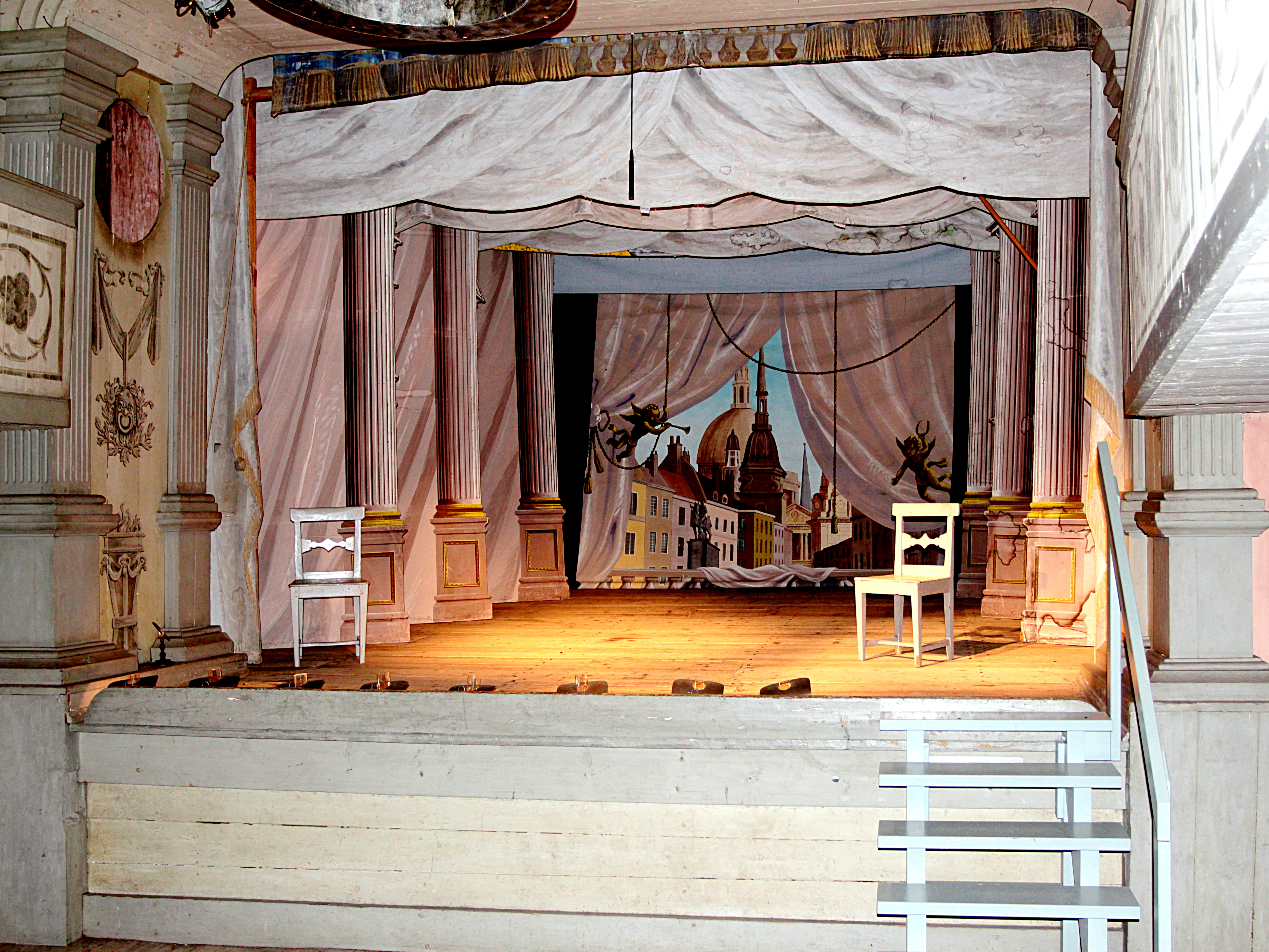
La scène.
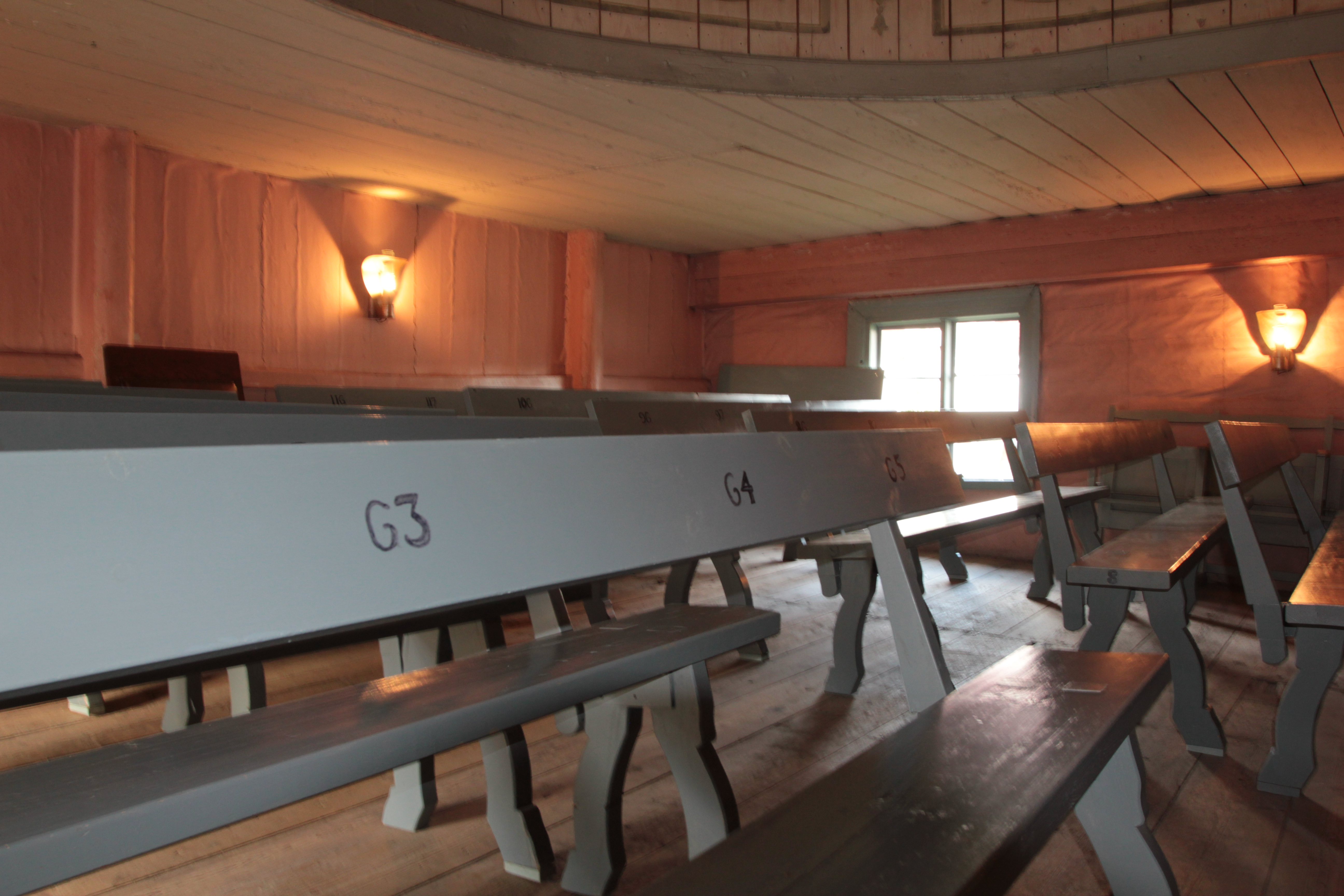
Des rangs de bancs.
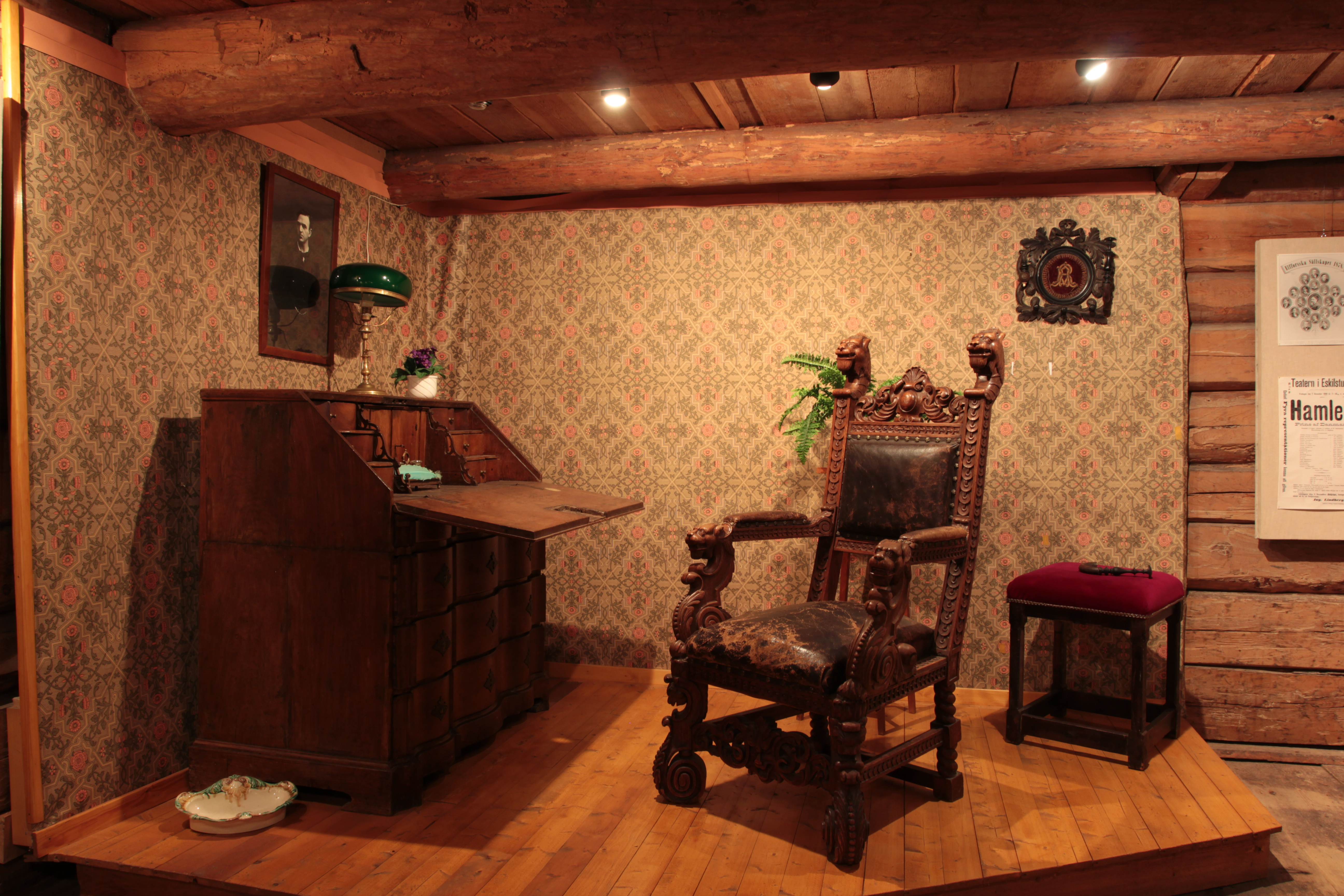
Le coin d'August Lindberg, partie de l'exposition.